# Lisa Donovan
Lisa Donovan (Nueva York, 11 de junio de 1980) conocida artísticamente como LisaNova es una actriz estadounidense. En enero de 2013, su canal de YouTube tenía más de 590 000 susciptores y más de 185 millones de visitas en sus vídeos, convirtiéndole en uno de los 500 canales más vistos de YouTube. Es una de las co-fundadoras de Maker Studios, una red multicanal de YouTube que brinda servicios de producción y marketing para más de 1000 canales de YouTube..
Ella también es la fundadora de Zappin Productions, una compañía especializada en vídeos virales. Actualmente es la encargada de desarrollo creativo.

## Primeros años
Donovan era estudiante de Universidad de Colorado en Boulder antes de mudarse a Los Ángeles, California.

## En YouTube
Donovan subió su primer vídeos, "Introducing LisaNova," a YouTube el 7 de junio de 2006. Ella ha parodiado varias celebridades y figuras públicas, su personificación de Sarah Palin fue elogiado en Wired como "sin piedad hilarante", y en 2008 Ralph Nader  hizo una aparición especial en uno de los sketches. Her 2010 half-hour interview of Katy Perry on Perry's official YouTube channel has received over 4.7 million views. En un artículo de la revista Forbes, fundador de YouTube Chad Hurley El éxito de Donovan destacó como un ejemplo del cambio de paradigma del entretenimiento. Donovan es también cocreadora del canal popular de YouTube 'The Station', lo que llevó a su cofundador de la red YouTube Maker Studios.

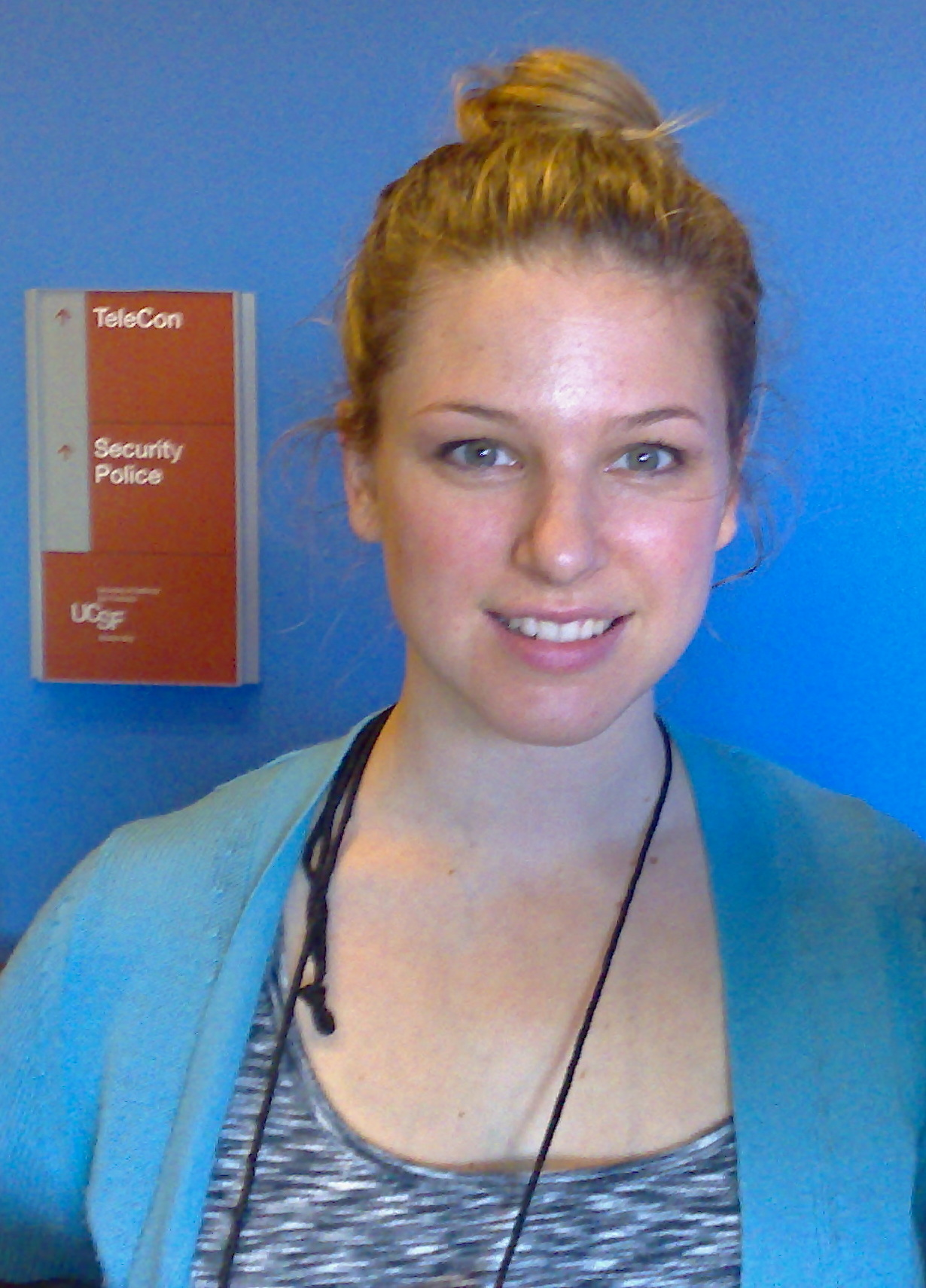
Lisa Donovan en 2007.

## Éxito de corriente yMADtv
Donovan fue uno de los primeros creadores de contenido de YouTube para cruzar a la corriente principal de Hollywood cuando fue elegida en MADtv en 2006. Debutó en una parodia de The Ellen DeGeneres Show, donde interpretó a Salma Hayek, el productor de la comedia de ABC Ugly Betty, y Rosie O'Donnell. El episodio salió al aire el 17 de febrero de 2007. Después de firmar un contrato, y sólo aparece en cuatro episodios de MADtv, salió de la siguiente temporada.
En 2010, se le dio un papel en Cosmopolitan's Fun & Fearless campaign for females.
En 2011, fue honrado como Pioneer en el New Media en la tercera edición del Festival Internacional de Cine de Burbank junto a sus compañeros homenajeados Bill Plympton, Marcos Kirkland, Fred Willard, Al Jean y Roger Corman.